# Рыбачное (озеро)
Рыбачное (бел. Рыбачнае) — почти полностью пересохшее озеро в Борисовском районе Минской области Белоруссии. Относилось к бассейну реки Маска.

## Общие сведения
Озеро располагалось примерно в 26 км к югу Борисова, в 570 метрах к западу от одноименной деревни.
Площадь озера составляла 0,45 км², длина — 1,26 км, наибольшая ширина — 0,63 км (во второй половине XIX века доходила до 0,7 км). В 1930-е годы отметка уреза воды составляла 167,5 метров над уровнем моря.
Озеро имело котловину овальной формы, вытянутую с севера на юг.
В 1930-е годы водоём был окаймлён заболоченной поймой, покрытой луговой растительностью. Пойма озера была со всех сторон окружена заболоченными зарослями древесно-кустарниковой растительности, к югу и западу от него располагался обширный болотный массив.
Озеро имело сток: именно оно являлось истоком реки Маска, вытекавшей из него в северной части.

## Исчезновение озера
На 1950 год водоём ещё существовал.
В середине 1950-х—1960-е[уточнить] на окрестных болотах проводились масштабные торфоразработки, в результате которых болота были полностью осушены, уровень грунтовых вод сильно упал, к тому же, вода из озера была спущена в образовавшиеся к северо-западу от него карьерные пруды.
На топографической карте Белоруссии 2001 года (содержащей, однако, устаревшие на тот момент сведения) на месте озера отмечено зарастающее болото, глубина которого достигала 1,3 метра. Гидронимом Рыбачное на этой карте ошибочно обозначены расположенные северо-западнее озера пруды.

## Современное состояние
В настоящее время сохранился лишь небольшой участок озера (у восточного берега), вытянутый с запада на восток и имеющий длину 180 и максимальную ширину не более 60 метров, его площадь занимает примерно 1,5% от первоначальной площади озера. Территория бывшего озера представляет собой верховое болото, покрытое берёзовым и сосновым лесом.